# EP u softbolu za žene 1979.
1. EP u softbolu za žene  se održalo u Italiji, u Roveretu, od 26. kolovoza do 1. rujna 1979.

## Konačna ljestvica
| Mj. | Država          |
| --- | --------------- |
| 1.  | Nizozemska      |
| 2.  | Italija         |
| 3.  | Belgija         |
| 4.  | Švedska         |
| 5.  | Španjolska      |
| 6.  | Uj. Kraljevstvo |